# 器官
| 生命の階層 |            |
| 生態系     | ecosystem  |
| 生物群集   | community  |
| 個体群     | population |
| 個体       | individual |
| 器官       | organ      |
| 組織       | tissue     |
| 細胞       | cell       |
| 細胞小器官 | organelle  |
| 分子       | molecule   |
| その他     |            |
| 群体       | colony     |
| 定数群体   | coenobium  |

器官（きかん、英: organ）とは、生物のうち動物や植物などの多細胞生物の体を構成する単位で、協同して一定の機能を営んでいる組織の集合体。生体内の構造の単位としては、多数の細胞のうち形態と機能を同じくする細胞が集まって組織を構成し、複数の組織が集まって器官を構成している。

## 植物の器官
植物の器官には、下記のようなものがある。
- 根
- 茎
- 葉
- 花
- 種子

## 動物の器官
動物の器官は、臓器（ぞうき）とも呼ばれる。内臓はより狭い概念で、体の内部に位置するものだけを指した呼び方。

### 器官系
それぞれの器官は一定の機能を果たすために協力して作業を営む一連の器官群があり器官系として配列される。ただし、一つの器官が複数の働きを持っているときには、複数の器官系に属することもある。器官系には、
- 消化器系 - 消化管
- 循環器系
- 呼吸器系 - 発声器官
- 泌尿器系
- 生殖器系
- 内分泌器系
- 感覚器系
- 神経系
- 運動器系 - 骨、関節、靭帯、筋肉

などがある。

### 動物の器官一覧
- 下記は器官の一覧である。【　】内は、関連する器官系。
- ただし、各記事は、動物種の記載が特にない場合には、ヒトの器官についての解説になっている。ヒトにない器官には、その器官を有する主な動物種を記載してある。
- 器官系ごとの一覧は、各器官系の記事内にある。
- 実質性器官と中空性器官に大別される。前者は内部が組織で満たされている器官のことをいう。膵臓や肝臓、唾液腺が該当する。

#### あ行
- アキレス腱（あきれすけん）【運動器】
- 胃（い）【消化器】
- 陰核（いんかく）【生殖器】
- 陰核亀頭（いんかくきとう）【生殖器】
- 陰茎（いんけい）【泌尿器】【生殖器】
- 陰唇（いんしん）【生殖器】
- 陰茎亀頭（いんけいきとう）【泌尿器】【生殖器】
- 咽頭（いんとう）【消化器】【呼吸器】【発声器官】
- 咽頭扁桃（いんとうへんとう）【循環器】→扁桃（へんとう）
- 陰嚢（いんのう）【生殖器】
- 陰門（いんもん）【生殖器】  ⇒ 陰裂
- 陰裂（いんれつ）【生殖器】
- S状結腸（えすじょうけっちょう）【消化器】→大腸（だいちょう）
- 横隔膜（おうかくまく）【運動器】
- 横行結腸（おうこうけっちょう）【消化器】→大腸（だいちょう）

#### か行
- 回腸（かいちょう）【消化器】→小腸（しょうちょう）
- 下行結腸（かこうけっちょう）【消化器】→大腸（だいちょう）
- 下垂体（かすいたい）【内分泌器】
- 顎下腺（がっかせん）【消化器】→唾液腺（だえきせん）
- 眼球（がんきゅう）【感覚器】→目（め）
- 肝臓（かんぞう）【消化器】
- 気管（きかん）【呼吸器】
- 亀頭（きとう）【泌尿器】【生殖器】→陰茎亀頭（いんけいきとう）
- 橋（きょう）【神経系】
- 胸腺（きょうせん）【循環器】
- 筋肉（きんにく）【運動器】
- 空腸（くうちょう）【消化器】→小腸（しょうちょう）
- 口（くち）【消化器】【発声器官】
- クリトリス（くりとりす）【生殖器】→陰核（いんかく）
- クリトリス亀頭（くりとりすきとう）【生殖器】→陰核亀頭（いんかくきとう）
- 血管（けっかん）【循環器】
- 結腸（けっちょう）【消化器】→大腸（だいちょう）
- 口蓋扁桃（こうがいへんとう）【循環器】→扁桃（へんとう）
- 口腔（こうくう、こうこう）【消化器】【発声器官】→口（くち）
- 甲状腺（こうじょうせん）【内分泌器】
- 喉頭（こうとう）【呼吸器】【発声器官】
- 後頭骨（こうとうこつ）【運動器】【骨】
- 睾丸（こうがん）【生殖器】【内分泌器】→精巣（せいそう）
- 口唇（こうしん）
- 肛門（こうもん）【消化器】
- 骨（こつ、ほね）【運動器】
- 骨髄（こつずい）【循環器】

#### さ行
- 耳下腺（じかせん）【消化器】→唾液腺（だえきせん）
- 子宮（しきゅう）【生殖器】
- 舌（した、ぜつ）【消化器】【感覚器】【発声器官】
- 十二指腸（じゅうにしちょう）【消化器】→小腸（しょうちょう）
- 小陰唇（しょういんしん）【生殖器】
- 松果体（しょうかたい）【内分泌器】
- 上行結腸（じょうこうけっちょう）【消化器】→大腸（だいちょう）
- 小腸（しょうちょう）【消化器】
- 小脳（しょうのう）【神経系】
- 上皮小体（じょうひしょうたい）【内分泌器】
- 上腕二頭筋（じょうわんにとうきん）【運動器】
- 食道（しょくどう）【消化器】
- 神経（しんけい）【神経系】
- 神経線維束（しんけいせんいそく）【神経系】→神経（しんけい）
- 腎上体（じんじょうたい）【内分泌器】→副腎（ふくじん）
- 心臓（しんぞう）【循環器】
- 腎臓（じんぞう）【泌尿器】
- 膵臓（すいぞう）【消化器】【内分泌器】
- 精管（せいかん）【生殖器】
- 精索（せいさく）【生殖器】→精巣（せいそう）
- 精巣（せいそう）【生殖器】【内分泌器】
- 精巣上体（せいそうじょうたい）【生殖器】→精巣（せいそう）
- 精嚢（せいのう）【生殖器】
- 脊髄（せきずい）【神経系】
- 脊髄神経（せきずいしんけい）【神経系】
- 舌（ぜつ、した）【消化器】 【感覚器】 【発声器官】
- 舌下腺（ぜっかせん）【消化器】→唾液腺（だえきせん）
- 舌扁桃（ぜつへんとう）【循環器】→扁桃（へんとう）
- 前立腺（ぜんりつせん）【生殖器】

#### た行
- 大陰唇（だいいんしん）【生殖器】
- 大腿筋（だいたいきん）【運動器】
- 大腸（だいちょう）【消化器】
- 唾液腺（だえきせん）【消化器】
- 胆嚢（たんのう）【消化器】
- 膣（ちつ）【生殖器】
- 腸間膜（ちょうかんまく）【不明】[2]
- 乳房（ちぶさ、にゅうぼう）【外皮系】
- 虫垂（ちゅうすい）【消化器】【循環器】
- 直腸（ちょくちょう）【消化器】→大腸（だいちょう）

#### な行
- 乳房（にゅうぼう、ちぶさ）【外皮系】
- 尿管（にょうかん）【泌尿器】
- 尿道（にょうどう）【泌尿器】【生殖器】
- 脳（のう）【神経系】
- 脳神経（のうしんけい）【神経系】
- 脳下垂体（のうかすいたい）【内分泌器】→下垂体（かすいたい）

#### は行
- 歯（は）【消化器】
- 肺（はい）【呼吸器】
- 鼻（はな）【呼吸器】【感覚器】
- 副睾丸（ふくこうがん）【生殖器】→精巣（せいそう）
- 副甲状腺（ふくこうじょうせん）【内分泌器】→上皮小体（じょうひしょうたい）
- 副腎（ふくじん）【内分泌器】
- 脾臓（ひぞう）【循環器】
- 皮膚（ひふ）【外皮系】【感覚器】
- ペニス（ぺにす）【泌尿器】【生殖器】→陰茎（いんけい）
- 扁桃（へんとう）【循環器】
- 膀胱（ぼうこう）【泌尿器】
- 骨（ほね、こつ）【運動器】

#### ま行
- 耳（みみ）【感覚器】
- 眼（め）【感覚器】→目（め）
- 盲腸（もうちょう）【消化器】→大腸（だいちょう）

#### ら行
- ランゲルハンス島（らんげるはんすとう）【内分泌器】
- 卵管（らんかん）【生殖器】
- 卵巣（らんそう）【生殖器】【内分泌器】
- リンパ管（りんぱかん）【循環器】
- リンパ節（りんぱせつ）【循環器】